# Chalcidoptera
Chalcidoptera is een geslacht van vlinders uit de familie van de grasmotten (Crambidae), uit de onderfamilie van de Spilomelinae.

## Soorten
- C. alimenalis (Walker, 1859)
- C. appensalis (Snellen, 1884)
- C. argyrophoralis Hampson, 1912
- C. atrilobalis Hampson, 1896
- C. bilunalis Hampson, 1899
- C. contraria Gaede, 1917
- C. emissalis (Walker, 1866)
- C. nigricans Gaede, 1917
- C. orbidiscalis Hampson, 1918
- C. pryeri Hampson, 1898
- C. rufilinealis Swinhoe, 1895
- C. thermographa Hampson, 1912
- C. thermographalis Strand, 1920
- C. trogobasalis Hampson, 1912

## Status onduidelijk
- C. aethiops Gaede, 1917

.